# 住信SBIネット銀行
住信SBIネット銀行株式会社（すみしんエスビーアイネットぎんこう、英称: SBI Sumishin Net Bank, Ltd.）は、東京都港区六本木に本社を置く、新たな形態の銀行に分類される日本のネット銀行。
三井住友信託銀行（設立当時は住友信託銀行）34.19%とSBIホールディングス34.19%の共同出資会社であり、両社それぞれの持分法適用関連会社である。東証スタンダード市場TOP20の構成銘柄の一つ。

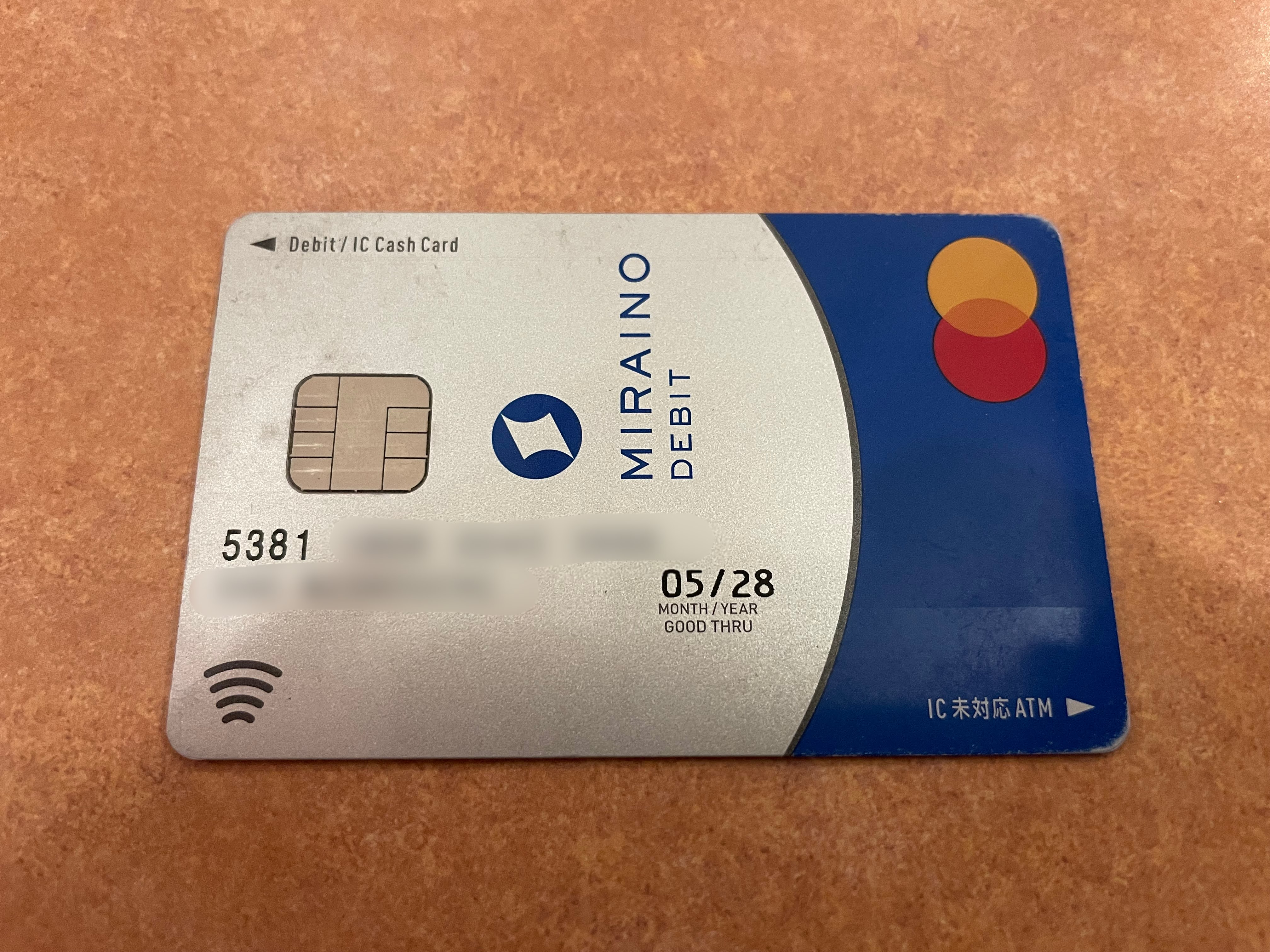
以前発行されていた、一般支店のデビットカード (MasterCard)。現在は、表面ナンバーレス（裏面の口座番号も表示されない）のカードに変更して発行。

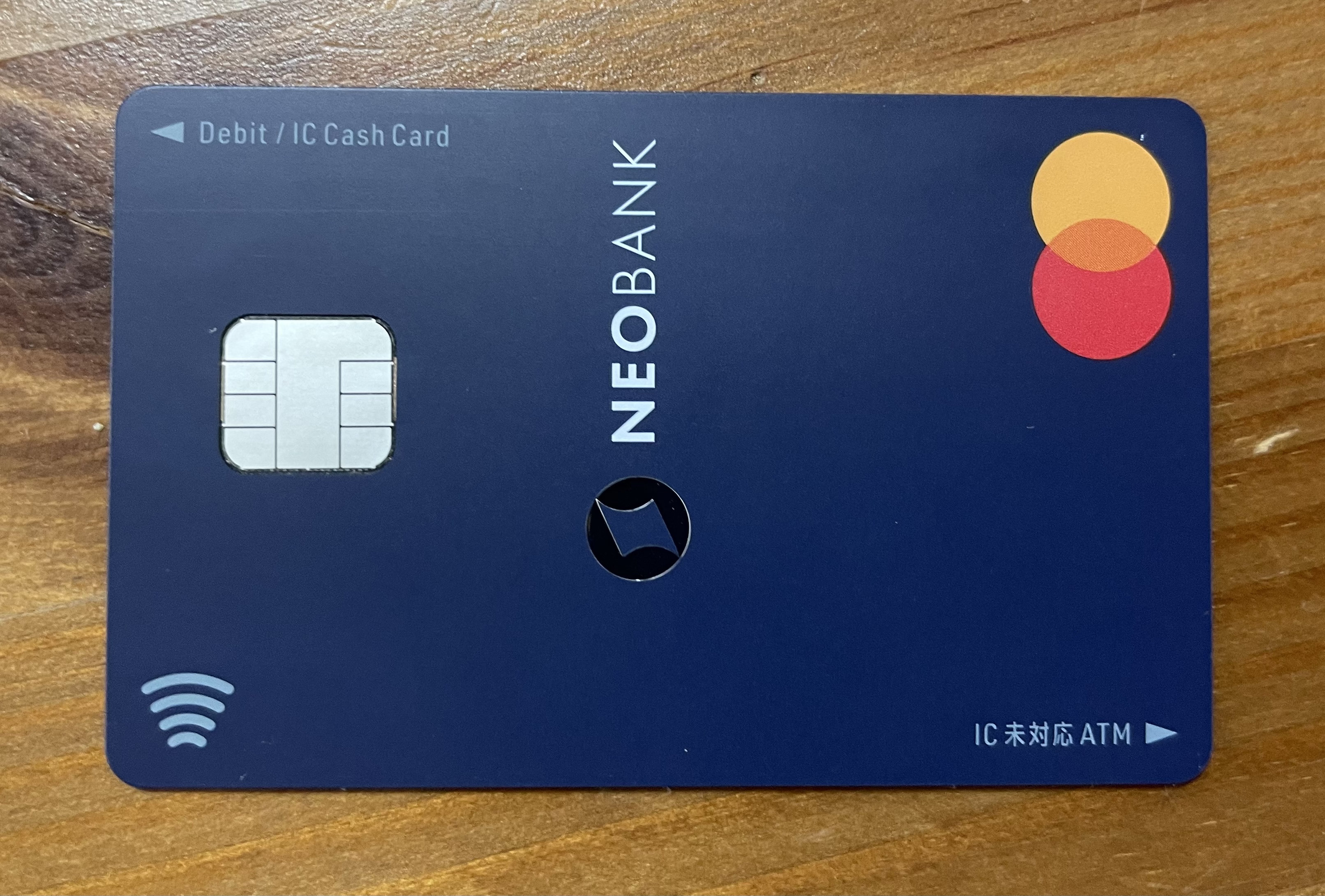
現在発行されている、一般支店のデビットカード（MasterCard）。シンプルなデザインとなり、表面がナンバーレス化された。

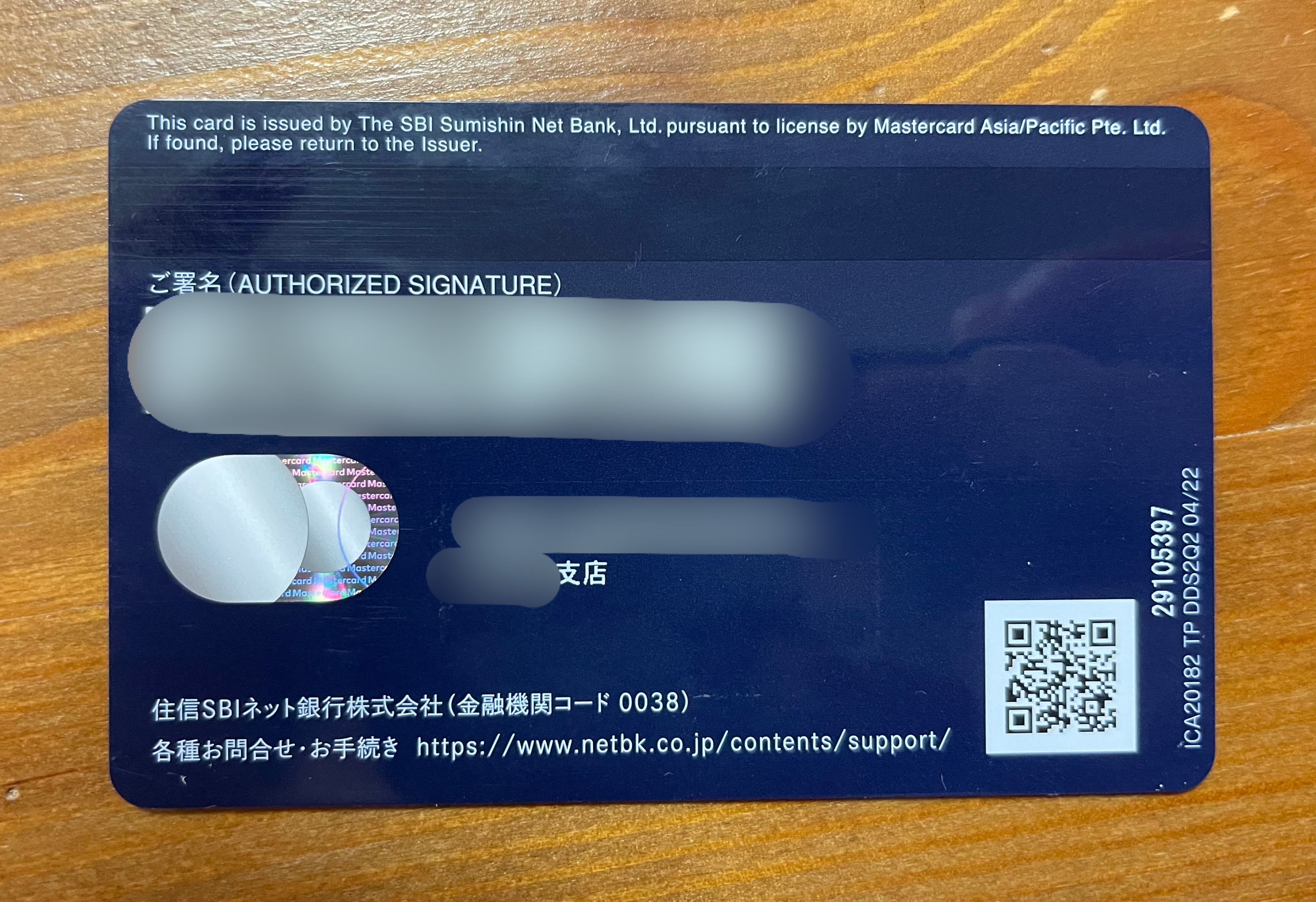
現在発行されている、一般支店のデビットカード（MasterCard）の背面。こちらにもカード番号の記載はなく、署名欄、ローマ字氏名、支店名のみが印字されている。

## 概要
2024年3月31日現在、国内のネット銀行として楽天銀行に次ぐ2位の預金残高を有している（口座数は楽天銀行、PayPay銀行に次いで3位）。2023年3月29日に国内のネット銀行としては初めて東京証券取引所（東証）スタンダードに上場を果たした。
SBIグループのオンライン証券であるSBI証券との連携を重視しており、同証券に入金しなくても買付資金として充当される「SBIハイブリッド預金」や、銀行のウェブサイトで預金残高と証券口座の残高を一括して把握できる照会画面など、銀行と証券会社のサービスを一体的に利用できるように指向している。また相互に口座開設手続きを代行しており、特にSBI証券から銀行口座を開設する場合には身分証明書類の再提出を省略できる。
「NEOBANK」（ネオバンク）をブランド名として採用しており、従来の銀行業だけではなく、BaaS（バンキング・アズ・ア・サービス）として銀行免許も含めた銀行プラットフォームを非金融系企業に提供することで、手数料収入の獲得や提携先企業が抱える顧客網へアクセスしている。日本航空（JAL）や髙島屋、ヤマダデンキ、京王パスポートクラブ、松井証券などが導入している。
利用者が資産運用に用いることを前提にした銀行で、当初はSBIカードやその他クレジットカードの決済やソフトバンク（従来からのSoftBankブランドに加え、Y!mobileブランドで、SoftBankブランド契約と同じ方式で口座引落やクレジット会社への請求を行うスマートフォンあるいは50x系以降のデータ契約を含む）の電話料金など個別に提携した一部の企業を除き、公共料金などの引落口座には利用できなかった。現在は携帯電話、保険などでも多数の企業の引き落としに対応している。
15歳以上（中学生を含む）の日本居住者一人あたり1口座のみ持つことが可能である。ただし、NEOBANK提携支店への口座開設は、この限りではない。
開業当初からICキャッシュカードを発行している。当初は5年の有効期限を設け、期限が到来する度に差し替えすることとしていたが、2009年7月26日に有効期限を廃止した。
2020年10月からは公式アプリのサービス「スマホATM」を利用することにより、セブン銀行ATMやローソン銀行ATM（ただし、新型機に限る）でスマホアプリのみで入出金が可能となった。

## 沿革
- 1986年（昭和61年）6月3日 - 住友信託銀行の事務受託子会社として、住信オフィスサービス株式会社を設立。
- 2006年（平成18年）4月3日 - SBIホールディングスが資本参加。また銀行設立準備会社への業態転換に伴い、株式会社SBI住信ネットバンク設立準備調査会社に商号変更。本社を、東京都府中市日鋼町1-10の住友信託銀行府中ビルより、泉ガーデンタワーに移転[12][13]。
- 2007年（平成19年）9月11日 - 銀行免許の予備審査終了に伴い、住信SBIネット銀行株式会社に商号変更[14]。
- 2007年（平成19年）9月18日 - 銀行免許取得。
- 2007年（平成19年）9月24日 - 営業開始[15]。同時にセブン銀行ATMとの接続開始（ATM画面の「使えるキャッシュカード」には既に表示）。
- 2007年（平成19年）10月11日 - キャッシュカード発送開始。
- 2007年（平成19年）10月22日 - ゆうちょ銀行のオープンネットワークと接続。
- 2008年（平成20年）7月22日 - コンビニATMのイーネット、ローソンATMとの接続開始（ローソンATMはネット専業銀行と初の提携）。
- 2009年（平成21年）7月27日 - ICキャッシュカードの有効期限を廃止。既存の顧客のカードについてもエンボスの有効期限に関わらず従来のカードを使い続ける形となる。
- 2011年（平成23年）4月12日 - Amazon.co.jpへの決済サービス提供開始（ウェルネットとの決済提携）[16]。
- 2011年（平成23年）5月13日 - 「外貨送金受取サービス」取扱開始(外貨資金の入金が可能となる)[17]。
- 2012年（平成24年）10月15日 - 「個人向けの外貨送金サービス」取扱開始(外貨資金の送金が可能となる)[18]。
- 2013年（平成25年）1月15日 - 国庫金当座振込事務取扱開始。年金・国税還付金・国家公務員給与等、国庫金の受取り口座として利用可能となる[19]。
- 2013年（平成25年）1月18日 - JR東日本の駅ATMの「VIEW ALTTE」（ビューアルッテ）との接続開始。ネット専業銀行では初の提携で、ビューアルッテの提携銀行のうち終日無料で利用できるのは住信SBI銀が初[20]。
- 2015年（平成27年）1月22日 - イオン銀行ATMとの接続開始。終日無料で利用可能となる[21]。
- 2015年（平成27年）5月25日 - 預金総残高が3兆7,000億円突破[22]。
- 2016年（平成28年）1月27日 - 日本初のVisa payWave(Visaペイウェーブ)および「円」・「米ドル」2種類の通貨による決済にも対応した、Visaデビット付キャッシュカードの取扱開始[23]。
- 2019年（平成31年）4月1日 - 日本初のMasterCardコンタクトレスに対応したMasterCardデビット付キャッシュカードである「ミライノデビット」の取扱開始[24]。
- 2020年（令和2年）4月28日 - JALマイレージバンク会員が発行可能なMasterCardプリペイドカードである、JAL Global WALLET利用者を対象とするJAL NEOBANKのサービスを開始。これにともない、JAL支店を開設。
- 2020年（令和2年）10月29日 - 「スマホ ATM」サービス開始[25][26][27]。
- 2022年（令和4年）2月15日 - 東証第一部市場の株式上場を承認[28]。
- 2022年（令和4年）3月7日 - ウクライナ情勢や市場動向を考慮し、同月24日に予定していた株式上場の延期を発表[29]。
- 2022年（令和4年）3月30日 - デビットカードの商品性の変更に合わせて、ナンバーレスカードの発行を開始。
- 2022年（令和4年）10月7日 - 東証に上場を再度申請した[30]。
- 2023年（令和5年）2月28日 - 東証スタンダード市場への株式上場を承認[31]。
- 2023年（令和5年）3月29日 - 東証スタンダード市場に株式上場[31]。
- 2023年（令和5年）9月29日 - 三井住友信託銀行と協業で、三井住友信託NEOBANKを開始。
- 2024年（令和6年）4月30日 - 本店を、泉ガーデンタワーから住友不動産六本木グランドタワーに移転。
- 2025年（令和7年）
  - 5月29日 - 大株主のSBIHD、日本最大の通信キャリアのNTTとNTTドコモの資本業務提携が発表。同年7月中をめどに、NTTドコモが住信SBIネット銀行の株式65.8％を、SBIHDより取得する（成立すると、親会社がNTTドコモに異動されるため、実質的に住信SBIネット銀行はNTTドコモと三井住友信託銀行の共同出資会社となる）[32][33][34]。
  - 7月1日 - デビットカード Point+(MasterCard)を発行開始。当初はスマホデビットのみとなり、実体カードは同年内の発行開始となる予定。

## 口座店
ネット専業銀行であるため、後述のような名義上の支店名が存在している。また、ネット銀行としては珍しく実店舗が存在しているが、銀行業としての取引の場所ではなく住宅ローンの相談・販売のための店舗「ローンプラザ」となっている。

### ローンプラザ
2017年1月26日、新宿区に初の実店舗である新宿ローンプラザを開業した。グッドモーゲージが銀行代理業として営む店舗である。
2019年12月現在で関東を中心として14店舗の実店舗が存在している。

### 本店
- 本店（支店コード・100）セブン銀行、イオン銀行、ローソン銀行、イーネットとの共同管理店として設置されている。

### 個人向け
個人向け口座の支店名には果物の名前が用いられており、ランダムで割り当てが決まる。
- イチゴ支店（支店コード・101）
- ブドウ支店（支店コード・102）
- ミカン支店（支店コード・103）
- レモン支店（支店コード・104）
- リンゴ支店（支店コード・105）
- バナナ支店（支店コード・107）
- メロン支店（支店コード・108）
- キウイ支店（支店コード・109）

### 法人向け
- 法人第一支店（支店コード・106）

### NEOBANK提携支店
※◎はオリジナルデザインのMasterCardデビットカードが発行（任意発行を含む）、△はデビットのないオリジナルデザインのICキャッシュカードが発行、×は実体MasterCardデビットカードの利用が不可のためスマホATM及びスマホデビットを利用する。無印は、一般支店と同じデザインのMasterCardデビットカードを発行するか、スマホATM及びスマホデビットのみを利用するかの選択制。
- JAL支店（支店コード・201）△JAL Global WALLET（JALマイレージバンク利用者が発行可能なMasterCardプリペイドカード）利用者を対象とした、JAL NEOBANK口座に割り当てられる。
- Vポイント支店（支店コード・203）×V NEOBANK口座に割り当てられる。Vポイント利用者向けに提供される。
- ヤマダネオバンク支店（支店コード・204）◎ヤマダデンキが提供するアプリ利用者に提供される、ヤマダNEOBANK口座に割り当てられる。
- おうちバンク支店（支店コード・205）おうちバンク口座に割り当てられる。
- SBIレミット支店（支店コード・206）SBIレミットNEOBANK口座に割り当てられる。一般支店ないしは他のNEOBANK提携利用者は、口座開設不可。
- イルカ支店（支店コード・207）SBI証券NEOBANK口座に割り当てられる。一般支店利用者で、ハイブリッド預金を利用している場合は、口座開設不可。後述のクジラ支店開設後は、当支店かクジラ支店かのいずれかが割り当てられる。
- タカシマヤ支店（支店コード・209）髙島屋NEOBANK口座に割り当てられる。
- 第一生命支店（支店コード・303）◎第一生命保険契約者を対象とした第一生命NEOBANK口座に割り当てられる。
- ファイターズ支店（支店コード・304）◎F NEOBANK口座に割り当てられる。
- リノシー支店（支店コード・305）RENOSY BANK口座に割り当てられる。
- ノムコム支店（支店コード・306）ノムコムNEOBANK口座に割り当てられる。
- みらいバンク支店（支店コード・307）みらいバンク口座に割り当てられる。
- 京王NEOBANK支店（支店コード・308）◎京王パスポートクラブ利用者を対象とした京王NEOBANK口座に割り当てられる。
- マツイ支店（支店コード・309）◎松井証券利用者を対象としたMATSUI Bank口座に割り当てられる。
- 三井住友信託支店（支店コード・402）◎三井住友信託銀行のインターネットバンキング利用者を対象とした三井住友信託NEOBANK口座に割り当てられる。
- クジラ支店（支店コード・403）SBI証券NEOBANK口座に割り当てられる。一般支店利用者で、ハイブリッド預金を利用している場合は、口座開設不可。
- SBIFXトレード支店（支店コード・404）◎SBI FXトレード利用者を対象とした、SBI FXトレードNEOBANK口座に割り当てられる。
- ライブドア支店（支店コード・405）×ライブドアバンク口座に割り当てられる。
- ネオバンクビジネス支店（支店コード・406）住信SBIネット銀行あるいは同社と提携した企業からの紹介により開設された口座に割り当てられる。
- BillOne支店（支店コード・407）Sansan株式会社が法人向けに提供するBill One Bank向け口座に割り当てられる。
- ヘーベル支店（支店コード・408）ヘーベルNEOBANK[注釈 2]向け口座に割り当てられる。
- ゆたかバンク支店（支店コード・501） ゆたかバンク向け口座に割り当てられる。
- 中電カテエネ支店（支店コード・502） 中部電力ミライズ株式会社のカテエネ利用者に提供される、カテエネBANK向け口座に割り当てられる。
- 東宝ハウス支店（支店コード・504）TOHO HOUSE NEOBANK向け口座に割り当てられる。

### 口座引落アシストサービス専用支店
- ツツジ支店（支店コード・202）
- 第一ビジネス営業部（支店コード・301）

### Uペイ関連支店
- USEN支店（支店コード・208）USENが提供するUペイ利用者対象の口座店。
- USEN法人支店（支店コード・302）USENが提供するUペイ導入事業者対象の口座店で、法人事業者に割り当てられる。

### 提携銀行NEOBANK支店
- ひめぎん支店（支店コード・401）ひめぎんNEOBANK口座（住信SBIのキャッシュカード発行＆キャッシュカード利用および住信SBIのスマホATM機能は利用不可）に割り当てられる。愛媛銀行のインターネットバンキング及び同行スマートフォンアプリの利用者が利用できる。なおこの支店名宛に振り込まれた資金は、ひめぎんアプリ登録の代表口座に即時入金反映される。愛媛銀行のネット支店であるHandyBank支店及び四国八十八カ所支店の口座でも利用できる。このサービスは、SBIレミットによるMoneyTapの基盤上で提供されている。

### 入金照合支店
- サクラ支店（支店コード・409）
- ツバキ支店（支店コード・509）
- カエデ支店（支店コード・609）

## 入金・出金
イオン銀行・セブン銀行・ローソン銀行・イーネット・ゆうちょ銀行・ビューアルッテのATMが利用可能。「アプリでATM」利用時は、セブン銀行・ローソン銀行が利用可能。
2021年4月より、スマートプログラムの改定に伴い、手数料体系が変更される。

## 振込手数料
- 個人向け口座から
  - 同行の口座間は無料（24時間即時反映）。
  - 他行宛ては月1回から20回まで無料[注釈 4][注釈 5]
  - ただし連携支店の場合はこの限りはない[39]。

- 法人向け口座から
  - 同行の口座間および他行宛てともに利用の都度、所定の手数料がかかる。

## モバイルキー
インターネットバンキングでの認証時に、利用者所有の携帯電話（フィーチャーフォン）の専用Javaアプリ（iアプリ等）を用いて、端末の個体識別番号(契約者固有ID)に「鍵」の役割を持たせる「モバイルキー」があったが、モバイルキーによる認証は、2014年9月30日をもって終了した。

## スマート認証
モバイルキーのフィーチャーフォンに代わり、スマートフォンを利用して2要素認証を行うサービスである。専用のアプリをインストールしたiPhoneまたはAndroid端末を登録する。PC版サイトから認証を実行すると、スマートフォンの画面に6桁の取引番号と取引内容が表示され、PC版サイトの表示と照合することができる。認証番号表も引き続き利用できる点についてはモバイルキーと同様である。2020年7月31日にスマート認証の機能強化版としてスマート認証NEOの提供が開始され、WEB取引パスワードや認証番号の入力が必要の取引に生体認証を利用できるようになった。

## 商品事例
代表口座以外に、下記のようにいくつかの特徴的な預金口座形態が存在する。

### SBIハイブリッド預金
SBIハイブリッド預金は、その預金残高が、SBI証券の証券口座の買付余力として即時反映されるタイプの預金である。この預金は、一部の文書ではハイブリッド普通預金という名称で案内されている。2008年7月1日にSBIイー・トレード証券がSBI証券に商号変更するまでは、イートレ専用預金という名称であった。
SBI証券で現物買いをした場合には、受渡日当日の朝にハイブリッド預金から証券口座に資金が振り替えられ、現物売りをした場合には、受渡日当日の朝に証券口座からハイブリッド預金に資金が振り替えられる。信用取引の追加保証金が必要になった場合には、住信SBIネット銀行の代表口座（ハイブリッド預金ではない普通預金口座）からハイブリッド預金に必要額を自動で振り替えるように設定しておくこともできる。
なお、ハイブリッド預金の資金を住信SBIネット銀行のキャッシュカードで引き出したり、振り込んだりすることはできず、一旦代表口座に振替をした上で、引出しや振込をする必要がある（以前は、SBI証券の証券カードで入出金に対応していたが、証券カードの利用停止に伴い、現在は非対応となっている）。
この預金の開始当初、公式サイトには、MRF（証券口座に入金した資金の自動運用に利用される投資信託）の利回りよりも高い金利を目指すと記載されていた。この記載は、2009年（平成21年）春を最後に、公式サイトから削除されている。現在では、一部のMRFの運用利回りがハイブリッド預金の金利を上回っている。なお、2011年（平成23年）6月27日を以って、新規のMRFの受け入れを中止し、解約のみ（同日時点で未成年が名義人の場合は、20歳に達した時点で同様の条件となり、同日時点ではMRFの受け入れ停止とはならない）の取り扱いとなる。
預金保険制度の対象となっている。従って、1,000万円まで保障される。
少額貯蓄非課税制度（マル優）の取り扱いはしていない。

### 目的別口座
資産管理のための機能として、仮想的な貯金箱のような役割を持った「目的別口座」を一契約の中で同時に10個まで保有できる。それぞれの目的別口座には、何のための資金を積み立てる口座なのかを表す名前を「自動車購入用」、「海外旅行用」などと任意につけることができ、目標とする金額や期日を設定すると、目標金額の達成率がウェブサイト上でグラフと数値で表示される。
普通預金を目的別口座に振り替えるほかにも、定期預金や外貨の普通・定期預金を申し込む際に各目的別口座を指定することで、異なる預金形態をまとめた個別のポートフォリオとして扱うこともできる。

### 外貨預金
外貨9通貨（米ドル、ユーロ、英ポンド、豪ドル、NZドル、カナダドル、スイスフラン、香港ドル、南アフリカランド）の普通預金や定期預金ができ、各通貨とも円から売買する以外に米ドル普通預金での直接購入（南アフリカランドは除く）も可能。また、外貨普通預金の為替レートはリアルタイムで更新され、外国為替証拠金取引 (FX) のようにストリーム注文や、通常指値・逆指値・複合指値（イフダン:IFD、オーシーオー:OCO）による注文にも対応している。

### 為替証拠金取引
店頭為替証拠金取引（店頭FX、商品名：Oh! FX）と、東京金融取引所の取引所為替証拠金取引（くりっく365）の2つが行える。「くりっく365」について取引画面の大幅改定を2012年6月3日に実施している。

### 純金積立
純金積立(商品名：Mr.純金積立)も取り扱っている。毎月の積立金額は1,000円以上1,000円単位、手数料は購入金額1,000円ごとに月額25円(税込)、売却・解約手数料、年会費、保管料は無料。毎営業日ごとに一定金額を買い付ける「ドル・コスト平均法」による買い付けを行う。保管方法は消費寄託。購入代金の支払いは、当行の代表口座普通預金からの引き落とし(毎月21日)。ボーナス月などの増額設定は可能だが、スポット購入は一切出来ない。

### 住宅ローン
インターネットバンキング上で申込み、仮審査承諾後の手続きは郵送と電話応対のみで手続きが完了する住宅ローンである。変動金利から長期固定金利まで幅広い金利帯で商品を提供している。事務取扱手数料が融資金額の2.1%必要となるが、保証会社を使用しないプロパーローンであり、保証料不要、繰上返済は最低1円から実施可能で手数料が無料、8疾病保障が銀行負担で付保されるなどの特徴がある。同形態の住宅ローンとしてはソニー銀行に次いで参入している。
銀行職員との面談は不要であるが、銀行が委嘱した司法書士との面談は必要である。
例：1780万借入の場合、司法書士への支払約17万、借入手数料約45万となり返済に使える金額は約1718万となる。

### ネットローン
カードローンであるが、ローン専用カードは発行せず、カードローン（当座貸越）口座から普通預金もしくは他口座へ振替える形で借り入れて、キャッシュカードで出金する形態となっている。年1.99%-7.99%（プレミアムコース）もしくは8.49%-14.79%（スタンダードコース）、SBI証券に口座がある場合、さらに0.5%優遇となっている。返済は約定日に普通預金からの自動振替の他、ローン口座への振替入金でも随時可能である。審査結果に応じて極度枠と貸出金利が決定される。

スタンダードコースからプレミアムコースへ移動（増枠）を行いたい場合は、全額返済を行い再申込（再審査）を行う必要があるとアナウンスされている。

### ロボアドバイザー
資産運用を自動で行うロボアドバイザー(自動資産運用サービス)を別企業と提携して提供(媒介業務)。ウェルスナビ株式会社の提供する「WealthNavi for 住信SBIネット銀行」がある。

### VISAデビット/MasterCardデビット
2016年1月27日より、Visa payWaveに対応したデビットカードを発行開始。その後、MasterCardコンタクトレスに対応したデビットカード（当時はミライノデビットカードと呼称）も発行開始している。2022年3月30日以降は、ナンバーレスカードが発行される（NEOBANK提携支店は、支店により裏面にカード番号が表示されるケースがある）。ただしナンバーレスカードは発行当初、あまりにも人気があったため生産が追いつけず、発行停止となった。なお2022年7月より発行が再開された。
2025年7月時点で発行中のカードは次の通り。
- デビットカード(VISA)→スマホデビット（バーチャルデビット）の利用は不可。還元率は、0.6%
- デビットカード(MasterCard)→還元率は、0.8%。
- デビットカード Point+(MasterCard)→2025年7月取扱開始。還元率が取引により1.25%から2.0%となるカード。実体カードは、2025年末頃まで発行不可。
- プラチナデビットカード(MasterCard)→年会費（1万円）が発生するカードである。ナンバーレスカード変更後は、磁気ストライプが省略されているため、ビューアルッテなどの当社IC非対応ATMでは利用不可。還元率は、発行開始当初は1.0%であったが、Point+の発行開始とともに取引により1.25%から2.5%へアップされた。

2023年9月現在、一部のケースを除き、新規口座開設は、スマートフォンアプリを利用し、かつ、基本的にスマホATM及びバーチャルデビット（MasterCard）の利用が標準となっており、実体カード発行（一部NEOBANK支店は不可）は、口座開設完了後にオプションで発行する形となる（一般支店でVISAデビット一体型を希望する場合は、併せてバーチャルデビットを解除する必要がある）。2024年9月までは、実体カードの無料発行が可能。同年10月以降は、NEOBANK提携支店の一部については初回発行のみ無料発行となっている。ブランド変更の場合は、1100円の手数料が発生する（変更後のカードが、プラチナデビットカード(MasterCard)となる場合を除く）。
2025年7月時点では、一般支店で口座開設時はデビットカード(MasterCard)もしくはデビットカード Point+(MasterCard)から選択可能で、実体カードを希望する場合は前者のみとなる（SBI証券NEOBANKでの口座開設の場合、実体カードを発行する場合は口座開設完了後に発行手続きを行う）。

### NEOBANK
住信SBIネット銀行では、パートナー企業やその顧客に金融サービスにおける新しい価値を創造することを目的としたサービスを展開している。
2020年5月時点でNEOBANK展開している主な企業グループは、次の通り、
1. 日本航空グループ
JALペイメント・ポートが、2018年11月29日より、当社の口座開設の媒介、および、多通貨対応型のMasterCardプリペイドカードJAL Global WALLETの取扱いを開始。2020年4月28日には、上記利用者向けに当社のJAL支店の口座開設を始めている（JAL NEOBANK）。
2. 旭化成ホームズグループ
旭化成ホームズの子会社である旭化成ホームズフィナンシャルが、2019年2月6日より、住信SBIの口座開設の媒介、および、住宅ローンの提供を行っている。
3. リクルートゼクシィなび
2019年6月3日より、一部店舗（梅田・横浜）にてゼクシィなびの講読者向けに、住宅ローンの提供を実施。
その後、CCCMKホールディングス（当初は、Tマネー）、ヤマダファイナンスサービス、京王パスポートクラブ、三井住友信託銀行、松井証券などが口座開設媒介の提供を始めている。
- ヤマダ積立預金

ヤマダホールディングスに展開しているヤマダNEOBANKを使った、ポイント付きの積立預金サービス。2024年11月28日に開始したが、想定以上の申し込みがあったことなどによって2024年12月2日に中止することになった。
- 2024年11月28日 自動積立預金サービス「ヤマダ積立預金プログラム」を開始。毎月積立で満期時にヤマダポイントで積立総額の5％を受け取れる。満期には積立総額の5％が付与されさらにキャンペーン特典として5％が付与されて計10％がポイントで還元される。サービス自体は住信SBIネット銀行の自動積立預金と同じ内容で元本保証・預金保証制度の対象。計算上は実質年利約18％となることもあってSNSで話題になったこともあり、申し込みが相次いだ。
- 2024年11月29日 キャンペーンサイトが閲覧できない状態になった。（403エラー）
- 2024年12月2日 事前の想定・準備における見通し以上の申し込みがあったため、「満期特典」を中止してキャンペーンを完全撤回すること及びすでに申し込んだ人に対する対応として一人当たり3000ポイントを進呈する予定であることを発表した。

### その他
アクサダイレクト生命保険（旧・SBIアクサ生命)、SBI損害保険等への取次ぎや、円仕組預金なども取り扱っている。

## テレビCM
- スカパー!のスポーツ放送を専門に扱うチャンネル（GAORA、スカイ・エー、J SPORTS、日テレG+など）において、野球の試合をイメージしたCMを放映している[注釈 6]。撮影場所は京セラドーム大阪、明治神宮野球場など。
  - 神宮球場で撮影したものは、スコアボードのメンバー表を使ったものだった。
  - 架空の試合を舞台にしたCMでは、ヒーローインタビューを模したもの、主審の説明を模して八塚浩が実況を入れたものがあった。
  - 実際の試合（パシフィック・リーグ）を加工し、山田透が実況を入れたものもある。また、「これはCMです。」のスーパーインポーズは表示していない。理由は不明だが、福岡ソフトバンクホークス、千葉ロッテマリーンズ、オリックス・バファローズの選手以外は登場しない。